# Acanthocercus
Acanthocercus es un género de lagartos africanos de la familia Agamidae.

## Especies
Listadas alfabéticamente:
- Acanthocercus adramitanus (Anderson, 1896)
- Acanthocercus annectans (Blanford, 1870)
- Acanthocercus atricollis (Smith, 1849)
- Acanthocercus branchi Wagner, Greenbaum & Bauer, 2012
- Acanthocercus cyanogaster (Rüppell, 1835)
- Acanthocercus gregorii (Günther, 1894)
- Acanthocercus guentherpetersi Largen & Spawls, 2006
- Acanthocercus phillipsii (Boulenger, 1895)
- Acanthocercus trachypleurus (Peters, 1982)
- Acanthocercus ugandaensis (Klausewitz, 1957)
- Acanthocercus yemensis (Klausewitz, 1954)
- Acanthocercus zonurus (Boulenger, 1895)